# Ruta de Rhode Island 81
La Ruta de Rhode Island 81, y abreviada R.I. 81 (en inglés: Rhode Island Route 81) es una carretera estatal estadounidense ubicada en el estado de Rhode Island. La carretera inicia en el Sur desde la  Ruta 179     en Little Compton hacia el Norte en la  Ruta 2     en Cranston. La carretera tiene una longitud de 12,6 km (7.8 mi).

## Mantenimiento
Al igual que las autopistas interestatales, y las rutas federales y el resto de carreteras estatales, la Ruta de Rhode Island 81 es administrada y mantenida por el Departamento de Transporte de Rhode Island por sus siglas en inglés RIDOT.

## Cruces
La Ruta de Rhode Island 81 es atravesada principalmente por la  Ruta 177     en Tiverton.